# Lake Killamperpunna
Lake Killamperpunna är en sjö i Australien. Den ligger i delstaten South Australia, omkring 700 kilometer norr om delstatshuvudstaden Adelaide. Lake Killamperpunna ligger 7 meter över havet. Arean är 15,7 kvadratkilometer. Den sträcker sig 4,4 kilometer i nord-sydlig riktning, och 7,2 kilometer i öst-västlig riktning.
Trakten runt Lake Killamperpunna är ofruktbar med lite eller ingen växtlighet. Trakten runt Lake Killamperpunna är nära nog obefolkad, med mindre än två invånare per kvadratkilometer. Genomsnittlig årsnederbörd är 187 millimeter. Den regnigaste månaden är februari, med i genomsnitt 57 mm nederbörd, och den torraste är oktober, med 1 mm nederbörd.